# Skopas (Schriftsteller)
Skopas (altgriechisch Σκόπας, lateinisch Scopas) ist der Name eines griechischen Schriftstellers unbekannter Zeitstellung, der eine Liste der Olympiasieger (Olympionikai) verfasste.
Bei Plinius, Naturalis historia 8, 82 findet sich in den Manuskripten ita [.]copas qui Olympionicas scripsit. Heute wird dies durch die einfachst mögliche Konjektur allgemein als Scopas gelesen. Andere Herausgeber schlugen Agriopas, Apollas oder Harpocras vor. Plinius nennt das Werk des Scopas als Quelle für die Geschichte von dem Athleten Demainetos von Parrhasia, der sich in einen Wolf verwandelte und nach zehn Jahren zurückverwandelt Sieger bei den Olympischen Spielen wurde.
Dies ist die einzige Erwähnung in der antiken Literatur. Die Lebensdaten des Skopas sind unbekannt, müssen aber vor denen des Varro liegen.